# Milt Schmidt
Milton Conrad „Milt“ Schmidt (* 5. März 1918 in Kitchener, Ontario; † 4. Januar 2017 in Boston, Massachusetts, USA) war ein kanadischer Eishockeyspieler, -trainer und General Manager, der von 1937 bis 1955 für die Boston Bruins in der National Hockey League spielte.

## Karriere
Wie seine beiden Flügelstürmer Bobby Bauer und Woody Dumart stammte Milt aus Kitchener, einem Ort, der vor allem von deutschstämmigen Kanadiern bewohnt wurde. Daher bekamen sie den Namen „Kraut Line“. Milt war nicht nur Spielmacher, sondern auch einer der körperlich Stärksten, so dass er keiner Konfrontation aus dem Weg ging. Den Stanley Cup gewann er 1939 und 1941, aber sein stärkstes Jahr lag dazwischen. Schmidt führte die Scorerliste vor Dumart und Bauer an. Im Jahr nach dem zweiten Titel ging es für alle Drei 1942 in den Zweiten Weltkrieg. Nach dem Krieg kehrten sie in die NHL zurück und waren immer noch sehr stark, aber es reichte nicht mehr für die Ligaspitze.
Auch nach seiner Karriere als Spieler blieb Milt Schmidt mit den Bruins verbunden und war von 1955 bis 1966 Trainer. Ende der 60er Jahre war er auch noch General Manager. In diese Zeit fiel auch die Verpflichtung von Phil Esposito. Seinen einzigen Abstecher von Boston machte er zur Saison 1974/75. Er war der erste General Manager der damals neu gegründeten Washington Capitals. Doch nach einer, auch für ein neues Team, außergewöhnlich schlechten Saison mit nur acht Siegen, war dieses Kapitel nach Saisonende auch wieder beendet.
Schmidts Rückennummer 15 wurde ihm zu Ehren bei den Bruins gesperrt.
1961 wurde er mit der Aufnahme in die Hockey Hall of Fame geehrt.

## Sportliche Erfolge
- Allan Cup: 1942 und 1943
- Stanley Cup: 1939 und 1941

### Persönliche Auszeichnungen
- First All-Star Team: 1940, 1947 und 1951
- Second All-Star Team: 1952
- Hart Memorial Trophy: 1951
- Topscorer der NHL: 1940 (ab 1948 wurde hierfür die Art Ross Trophy vergeben)